# Angry Samoans
Angry Samoans är ett amerikanskt punkband bildat 1978 i Los Angeles. Gruppens första album Inside My Brain släpptes 1980. Det var ett av de första Hardcore punkalbumen som gavs ut. Gruppen spelade 1982 in det sjutton minuter långa albumet Back from Samoa. Albumet innehöll många provocerande låtar som Lights Out, They Saved Hitler's Cock och My Old Man's A Fatso. Albumet hade väldigt korta låtar och innehöll 14 låtar.

## Diskografi
- Inside My Brain (1980)
- Queer Pills (1981) - EP
- Back from Samoa (1982)
- Yesterday Started Tomorrow (1987) – EP
- STP Not LSD (1988)
- Return to Samoa (1990) (bootleg)
- Live at Rhino Records (1992, recorded in May 1979)
- The Unboxed Set (1995)
- The '90s Suck and So Do You (1999)
- Fuck the War EP (2006) – EP
- I'm In Love With Your Mom (2010, inspelad September 1978) - EP

## Medlemmar
- Metal Mike" Saunders - sång, gitarr
- Gregg Turner - sång, gitarr/1978-1991
- Jeff Dahl - sång/1981
- Kevin Eric Saunders a/k/a bonze blayk - gitarr/1978-79
- P.J. Galligan - gitarr/1979-1984
- Steve Drojensky - gitarr/1984-1988
- Todd Homer - elbas, sång/1978-1988
- Scott Greer - elbas/1988-1990
- Heith Seifert - elbas/1990-1991
- Bill Vockeroth - trummor/1978–present
- Alison Victor - gitarr/1996
- Mark Byrne - gitarr/1996-1998
- Mike "Cyco Loco" Avilez (of Oppressed Logic) - elbas/1996
- Adrianne Harmon - elbas/1997
- Jonathan Hall - gitarr/1998
- Kevin Joseph - gitarr/2006
- Landon Gale-George - gitarr/2007
- Dan Siegal - elbas/2007
- Matt "Malice" Vicknair - elbas 2009–